# Opel 13/30 PS
 (septembre 2024).
L’Opel 13/30 PS est une voiture de la catégorie luxueuse construite par Adam Opel KG qu’en 1912 pour succéder aux modèles 14/20 PS et 16/18 PS.

## Historique et technologie
La 13/30 PS remplace deux modèles du constructeur dans la catégorie des luxueuses. Après seulement un an, les 14/30 PS, 14/34 PS, 14/38 PS et 14/48 PS ont été développées et construites pendant 11 ans supplémentaires.
La 13/30 PS était une voiture énorme, et il était facile de voir la clientèle pour laquelle elle était conçue. Ses dimensions étaient très cossues et elle était équipée du plus grand confort disponible pour une voiture de luxe à l’époque. Par exemple, la version limousine Pullman de ce modèle mesurait environ 2,5 de haut.
Le moteur était un moteur quatre cylindres d’une cylindrée de 3 308 cm³, qui produisait 30 ch (22 kW) à 1 550 tr/min. Le carter moteur était en alliage d’aluminium et le bloc-cylindres était en fonte. Le moteur à commande latérale était refroidi par eau. La puissance du moteur était transmise à l’essieu arrière via un embrayage à cône en cuir, une boîte de vitesses manuelle à quatre vitesses et un arbre à cardan à deux articulations. La vitesse maximale de la voiture était de 70 km/h.
Les deux essieux rigides étaient suspendus au cadre, constitué de profilés en U en acier, par des ressorts à lames trois quarts elliptiques. Il n’y avait des freins à bande que sur les roues arrière.
Il y avait cinq styles de carrosserie, un phaéton à deux places, une voiture de tourisme à quatre places, une limousine Pullman quatre portes, un landaulet et un coupé deux portes.